# Peter Rauch (Theologe)
Peter Rauch (* 1495 in Ansbach; † 2. November 1558 in Bamberg) war ein deutscher römisch-katholischer Theologe, Titularbischof in Athyra und Weihbischof in Bamberg.

## Leben
Peter Rauch studierte zunächst in Wien, trat in Jena dem Dominikanerorden bei und setzte sein Studium in Heidelberg und Köln fort. Im August 1526 übernahm er die Stelle des Lektors im Kloster Eger. Der Orden schickte ihn zum Sommersemester 1528 zur Universität Leipzig. Im folgenden Herbst kam die Ernennung zum Regens des Dominikanerklosters Leipzig. Hier wurde er auch Prediger. Als Hofprediger in Dessau setzte er seine Tätigkeiten fort. Bevor Rauch im Jahre 1543 in Mainz zum 
Dr. Theol. promovierte, erwarb er am 16. Juli 1533 das 
Bakkalaureat. Nachdem er sich im Mai 1546 zur Übernahme des Amtes als Weihbischof bereit erklärt hatte, ernannte ihn Papst Paul III. am 27. August 1546 zum Titularbischof von Athyra und Weihbischof in Bamberg. Seine Weihe zum Bischof fiel auf den 28. Februar 1547.
Peter Rauch wurde in der Dominikanerkirche in Bamberg bestattet.

## Weihehandlungen
- 5. März 1547 Weihe von Klerikern im Bamberger Dom
- 1557 Fürstbischof 
Georg Fuchs von Rügheim[1]

## Schriften
- Antithesis Der Lutherischen Bekenthniß odder Beicht, ßo sie tzu Augspurgk vor Käyserlicher Maiestat, vnd de[m] Heyligen Römischen Reich Jm Dreyssigsten jar, angegeben : Dar ynne[n] du frommer leser erkennen magst, mit was warheyt sye yhren glawben bekanth, erschienen 1531 Frankfurt an der Oder Digitalisat
- Sermones de tempore et de sanctis / geschrieben unter dem Pseudo-Albertus Magnus